# Amboy (Washington)
Amboy az Amerikai Egyesült Államok északnyugati részén, Washington állam Clark megyéjében elhelyezkedő statisztikai település. A 2010. évi népszámlálási adatok alapján 1608 lakosa van.
A település első lakója A. M. Balls. Egyes források szerint az A. M. B. monogramú személyek (köztük Balls) magukra „A. M. Boys” néven hivatkoztak. A helység nevét a csoportról, vagy Balls fiáról (A. M. Boy) kapta.

## Népesség
A település népességének változása:
| Lakosok száma | 2085 | 1608 | 1800 |
|               | 2000 | 2010 | 2020 |

## Fordítás
- Ez a szócikk részben vagy egészben  az   Amboy, Washington című angol Wikipédia-szócikk ezen változatának fordításán alapul.  Az eredeti cikk szerkesztőit annak laptörténete sorolja fel. Ez a jelzés csupán a megfogalmazás eredetét és a szerzői jogokat jelzi, nem szolgál a cikkben szereplő információk forrásmegjelöléseként.